# روحيات
الروحيات، أو العلوم الخفية وقد تسمى علم الغيب والعلوم الغريبة، هو مصطلح جاء معناه في القواميس شيء غير مادي روحاني يدل على عقد الآراء، مقصور على فئة معينة أو معتقد ما. والكلمة ايسوتريسم يعني روحاني مستمدة من اليونانية ايسوتيرسكوس(باليونانية ἐσωτερικός) وهي جملة مركبة من كلمتين (إيسو)ἔσω يعني «داخل» أو المتصل بالداخل. واكستيريك ويعني «الظاهر».ومعنى الروحيات في الأدبيات العلمية، فسر على المدى الطويل بأنه يدل على شيء يتعلق بتيارات دينية ومذاهب وطوائف معينة. بالسحر، وعلم الفلك والكيمياء. وعلى تيارات متنوعة دينية مثل الغنوصية والبوذية والصوفية، المسيحية المتعلقة بالرهبنة والنساك. وتيار الصوفية في الإسلام. ووجود بعض السمات المشتركة بين هذه التيارات الا انها ليست جميعا تنطوي تحت صفة السرية والكتمان والانغلاق مثل بعضها.
يوجد لروحيات ظاهرية وباطنية وبعضها تيارات دينية مثل الرهبنة في المسيحية تعتبر روحيات ظاهرية حيث الطقوس تكون معروفة للعامة ويمكن المشاركة بها مع أي شخص من خارج المجموعة. وهناك لروحيات مغلقة حيث من غير المسموح لغير التابعين لنفس المجموعة أو الفريق بالاطلاع على اسرارها أو المشاركة بها.

## المعاني
أستخدم أفلاطون، في تقريره الذي سماه نقاش السيبياديس(حوالي عام 390 قبل الميلاد)، يستخدم تعبير كلمة ايسو esô ليدل على معنى «الامور الداخلية»، كما في نقاشه ثياتيتوس (حوالي عام 360 قبل الميلاد) كان يستخدم كلمة (ايكسو) exô مستدل«لخارج الأشياء». أرسطو طبق هذا الأسلوب في كتاباته أيضا. وكان أول ظهور محتمل للايستيريكوس أو الروحيات بشكل ممارسة، من قبل مدرسة مزاد الحياة والتي كانت إحدى المدارس الفلسفية. حوالي 166 ميلادي.
وردالمصطلح الأول في اللغة الإنكليزية من قبل توماس ستانلي عام 1701 في وصفه لسر مدرسة فيثاغورس، التي قسمت المصطلح المتعلق بالروحيات الظاهرية لمن هم في مرحلة التدريب والضاهرية لمن هم في صفة أعضاء في الدائرة الداخلية.
أما الصيغة التي جائت باللغة الفرنسية كانت من قبل جاك ماتيور عام 1828.

## التاريخ
كان معتنقي بعض الديانات الجديدة أو الاقليات الدينية في بعض المناطق وخوفا من اكتشاف امرهم لما يعرضهم للخطر والتميز. لجئوا عبر عصور قديمة إلى السرية والكتمان لعصور مختلفة مما اعطاهم صفة الباطنية. ففي عصر الامبراطورية الرومانية كانت هناك العديد من الديانات الغامضة وغير المعروفة لعامة الشعب. أو التي اخفت معتقدها خوفا من الاضطهاد مثل الديانة المسيحية في بادء عهدها، حيث وجد الناس الغير مسيحيين من طقوس مسيحية مثل طقوس التعميد أو المناولة شئا غامضا ومبهم واشاروا حينها على ان المسيحية دين غامض.
في بعض المذاهب الإسلامية مثل الإسماعيلية التي تؤكد على التمييز بين الداخلي والخارجي. والتي تعتقد ان خلاص الروح ياتي بالنور من الداخل من خلال الباطنية، أي البحث عن الاستنارة الروحية.
اما عن الحركات الباطنية في البوذية، والتي تندرج تحت الفئة العامة للفاجراينا البوذية، والتي تقوم على التدريب لممارسة الطقوس الباطنية لتعاليم بوذا، من خلال استخدام الرموز وبين الحركات مثل اليوغا والمودرا.
من أجل التمييز بين التيارات الباطنية التي تستند في المقام الأول عن مصادر كانت موجودة في وقت متأخر من العصور القديمة والعصور الوسطى الأوروبية، من مثل التيارات الإسلامية أو اليهودية، مع سمات مماثلة، فإن المصطلح الأكثر دقة «التعاليم الباطنية الغربية» التي غالبا ما تكون معتمدة على الروحيات.
الحركات الباطنية التي في الغرب لها جذور من العصور القديمة والعصور الوسطى. وتمثل مرحلة رئيسية في تطوير التعاليم الباطنية الغربية والتي بدأت بشكل يعتمد على العلم والحساب في عصر النهضة، وذلك تدريجيا نتيجة لمحاولات مختلفة لاحياء حركاباطنية ت في وقت سابق من هذا القبيل. فعلى سبيل المثال خلال عصر النهضة الإيطالية، مثل المترجمين فياسينو وبيكو ديلا ميراندولا انتباههما إلى الأدب الكلاسيكي من الفترة الأفلاطونية الحديثة، واتي كانت تعتمد على السمو الروحاني ومن ثم طورت إلى علم التنجيم والخيمياء. وكان ثاني أكبر مصدر تاريخي للتكهنات والنبوات الكابالا، التي كان قد رفع عن سياقها اليهودية، وتكيفت مع اطار المسيحية.وأيضا باراسيلسوس، الذي جمع بين الخيميائية الفلكية والمعتقدات والمذاهب الدينية.
وتعتبر الميتافيزيقية جزء أساسي من مراحل واقسام الروحيات. ويعتبر كارل غوستافيونغ وكولون ولسن من أهم كتاب الميتافيزيقية والداعين للروحيات بشكل صياغتها بمفهوم علمي يعتمد أسلوب التناظر الحديث.

## وصلات خارجية
جامعة امستردام لتدريس الروحيات الغربية.
اكستير لتدريس الروحيات 
الروحانية